# 2 Pułk Szwoleżerów Cesarstwa Austriackiego
2 Pułk Szwoleżerów Cesarstwa Austriackiego – jeden z austriackich pułków kawalerii okresu Cesarstwa Austriackiego.
Okręgi poboru: 1781: Morawy i Śląsk, 1809-1857: Bohemia.

## Wcześniejsza nomenklatura
- 1769: 18 Pułk Dragonów
- 1780: 16 Pułk Dragonów
- 1789: 18 Pułk Dragonów
- 1798: 4 Pułk Lekkich Dragonów
- 1801: 2 Pułk Szwoleżerów

## Garnizony

### Przed powstaniem Cesarstwa
- 1779: Gaja, Ungarisch Brod
- 1789: Mościska
- 1792: Sędziszów
- 1797: Treviso
- 1798: Inner-Österreich
- 1801-1804: Bassano

### Po powstaniu Cesarstwa
- 1804-1805: Bassano
- 1806: Varaždin
- 1807: Zagrzeb (Agram)
- 1808-09: Pecsvár
- 1810: Wels, Wiedeń
- 1811-1812: Debreczyn
- 1814-1815: Nagy-Enyed
- 1815-1832: Żółkiew